# Erzbistum Nueva Segovia
Das Erzbistum Nueva Segovia (lat.: Archidioecesis Novae Segobiae) ist eine auf den Philippinen gelegene römisch-katholische Erzdiözese mit Sitz in Vigan City.

## Geschichte

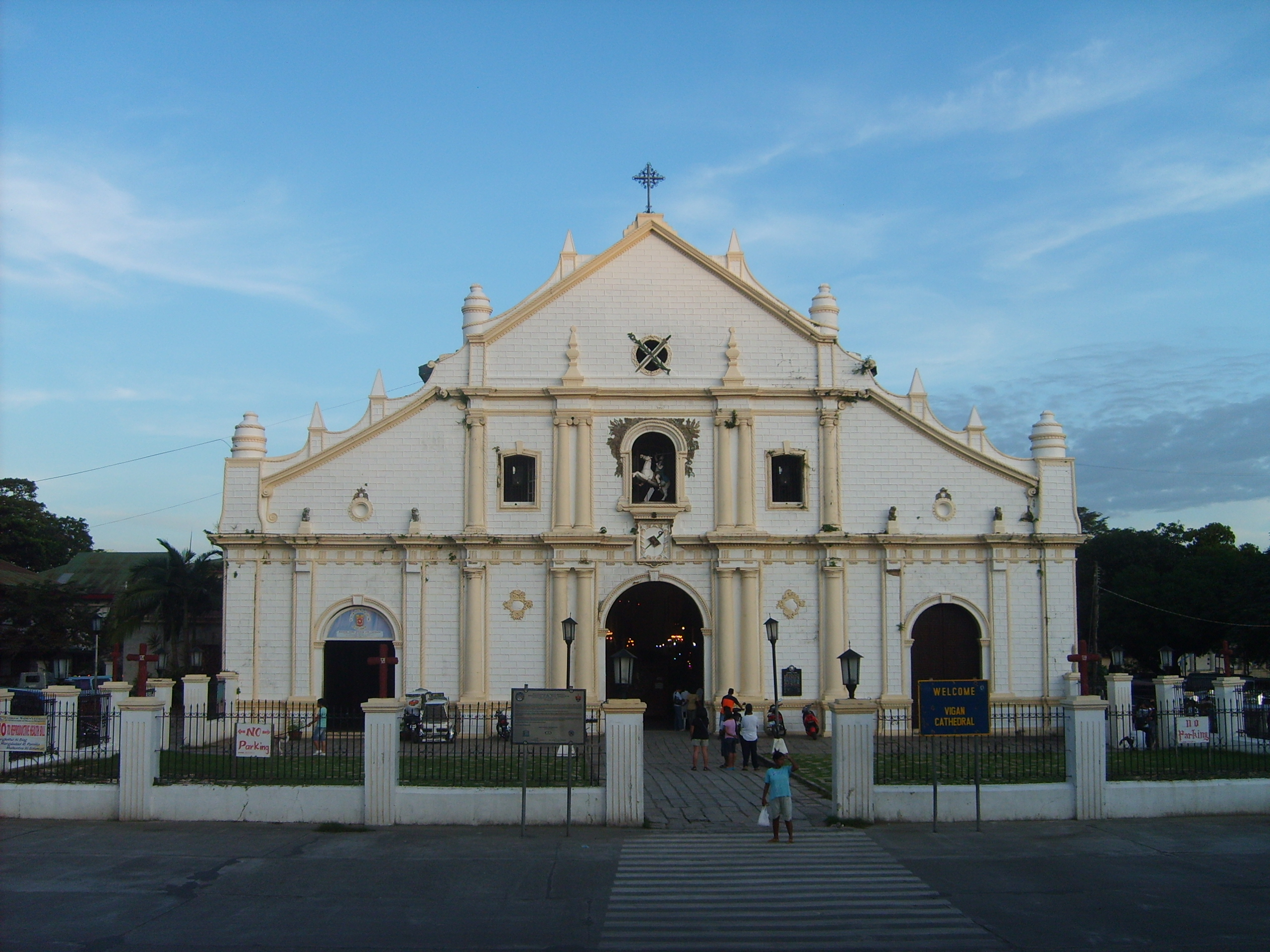
Kathedrale Pauli Bekehrung in Vigan City

Das Erzbistum Nueva Segovia wurde am 14. August 1595 durch Papst Clemens VIII. aus Gebietsabtretungen des Erzbistums Manila als Bistum Nueva Segovia errichtet und dem Erzbistum Manila als Suffraganbistum unterstellt.
Das Bistum Nueva Segovia wurde am 29. Juni 1951 durch Papst Pius XII. mit der Apostolischen Konstitution Quo in Philippina Republica zum Erzbistum erhoben. Am 19. Januar 1970 gab das Erzbistum Nueva Segovia Teile seines Territoriums zur Gründung des Bistums San Fernando de La Union ab.
Das Erzbistum Nueva Segovia umfasst die Provinz Ilocos Sur.

## Ordinarien

### Bischöfe von Nueva Segovia
- Miguel de Benavides OP, 1595–1602, dann Erzbischof von Manila
- Diego de Soria OP, 1602–1613
- Miguel García Serrano OSA, 1616–1618, dann Erzbischof von Manila
- Juan Rentería, 1618–1626
- Fernando Guerrero OSA, 1627–1634, dann Erzbischof von Manila
- Diego Aduarte OP, 1634–1636
- Fernando Montero Espinosa, 1639–1646, dann Erzbischof von Manila
- Rodrigo Cárdenas OP, 1650–1661
- José Millán de Poblete, 1675–…
- Francisco Pizarro de Orellana, 1680–1683
- Diego Gorospe de Irala OP, 1699–1715
- Pedro Mejorada OP, 1717–1719
- Jerónimo Herrera y López, 1724–1742
- Manuel del Río Flores OP,  1744–1745
- Juan de Arechederra OP, 1750–1751
- Juan de La Fuente Yepes, 1753–1757
- Bernardo de Ustariz OP, 1763–1764
- Miguel García San Esteban OP, 1768–1779
- Agustín Pedro Blaquier OSA, 1801–1803
- Cayetano Pallás OP, 1806–1814
- Francisco Albán Barreiro OP, 1817–1837
- Rafael Masoliver OP, 1846
- Vicente Barreiro y Pérez OSA, 1848–1856
- Juan José Aragonés OSA, 1865–1872
- Mariano Cuartero y Sierra OAR, 1874–1887
- José Hevía y Campomanes OP, 1889–1903, dann Bischof von Badajoz
- Denis Joseph Dougherty, 1903–1908, dann Bischof von Jaro
- James Jordan Carroll, 1908–1912
- Peter Joseph Hurth CSC, 1913–1926
- Santiago Caragnan Sancho, 1927–1951

### Erzbischöfe von Nueva Segovia
- Santiago Caragnan Sancho, 1951–1966
- Juan Sison, 1966–1981
- José Sánchez, 1982–1986
- Orlando Beltran Quevedo OMI, 1986–1998, dann Erzbischof von Cotabato
- Edmundo Abaya, 1999–2005
- Ernesto Antolin Salgado, 2005–2013
- Mario Mendoza Peralta, seit 2013